# Cryphia mediochracea
Cryphia mediochracea là một loài bướm đêm trong họ Noctuidae.